# منصة ملهم
منصة ملهم (بالإنجليزية: Mulhim Platform) هي منصة سعودية متخصصة في التعليم الطبي المستمر (CME/CPD)، تأسست عام 2022، معتمدة من الهيئة السعودية للتخصصات الصحية والمركز الوطني للتعليم الإلكتروني. تقدم المنصة دورات وبرامج إلكترونية معتمدة، وتهدف إلى تسهيل استيفاء متطلبات تجديد الترخيص المهني للممارسين الصحيين في المملكة العربية السعودية ودول مجلس التعاون الخليجي.

## التاريخ
تأسست منصة ملهم في عام 2022 كأحد الحلول الرقمية المبتكرة لدعم الممارسين الصحيين في استكمال متطلبات التعليم الطبي المستمر، بما ينسجم مع رؤية السعودية 2030.

## البرامج والخدمات
- مكافحة العدوى في المنشآت الصحية.
- الصحة العامة والممارسات الوقائية.
- جودة الرعاية الصحية وإدارة المخاطر.
- إدارة المستشفيات والرعاية الصحية.
- السلامة الدوائية وإدارة الأدوية.
- الأمراض المزمنة (السكري وارتفاع ضغط الدم).
- الصحة النفسية.
- التغذية العلاجية والصحة المجتمعية.
- علم الأوبئة والأمراض المعدية.
- الرعاية الصحية الأولية.
- التقنيات الحديثة في الطب والتحول الرقمي.
- برامج تخصصية لفئات الأطباء، التمريض، الأخصائيين، والفنيين.

## الأهداف والرؤية المستقبلية
- دعم الممارسين الصحيين ببرامج CME/CPD معتمدة.
- التحول الرقمي في التعليم الطبي المستمر.
- التوسع في الخليج العربي.
- تمكين الممارسين من استكمال متطلباتهم المهنية بسهولة.

## باقات التعليم الطبي المستمر
تُعد منصة ملهم أول منصة إلكترونية سعودية تقدم خدمات التعليم الطبي المستمر بنظام الباقات، وتشمل:
- 20 ساعة CME
- 30 ساعة CME
- 40 ساعة CME
- 60 ساعة CME

## أساليب التعلم الحديثة
- التعلم الذاتي عبر الإنترنت.
- محتوى مرئي تفاعلي بجودة عالية.
- اختبارات إلكترونية.
- تسجيل الساعات خلال 48 ساعة من إتمام المتطلبات البرنامج.
- تصميم متجاوب يسهل الوصول من مختلف الأجهزة.
- تطبيقات مخصصة للهواتف الذكية تعمل على أنظمة '''iOS''' و'''Android'''، تتيح للمتدربين متابعة الدورات، أداء الاختبارات، واستعراض الشهادات مباشرة من خلال أجهزتهم المحمولة.

## الأثر في المجتمع الصحي
- تسهيل تجديد الرخص المهنية للتخصصات الصحية وذلك بالحصول علئ ساعات التعليم الطبي المستمر CME.
- تقليل أعباء التدريب الحضوري.
- تمكين التعلم المرن عبر الإنترنت.

## رؤية السعودية 2030 والتحول الرقمي
تتماشى المنصة مع أهداف رؤية السعودية 2030 في التحول الرقمي لقطاعي التعليم والرعاية الصحية.

## التعليم التقليدي والإلكتروني في CME
- التعليم التقليدي يعتمد على حضور محاضرات أو ورش عمل فعلية.
- التعليم الإلكتروني يتيح الوصول إلى المحتوى من أي مكان وفي أي وقت.
- تقدم المنصة حلولاً رقمية مرنة تقلل من القيود الزمنية والمكانية.

## فوائد استخدام منصة ملهم
- سهولة الوصول إلى المحتوى على مدار الساعة ومن أي مكان.
- المرونة في التعلم الذاتي بما يتناسب مع جدول الممارس الصحي.
- تسجيل الساعات خلال 48 ساعة بعد إتمام المتطلبات.

## التعاون والشراكات
لا توجد إعلانات رسمية عن شراكات حتى الآن.

## الاعتمادات
- الهيئة السعودية للتخصصات الصحية (SCFHS).
- المركز الوطني للتعليم الإلكتروني.

## الجمهور المستهدف
الأطباء بمختلف تخصصاتهم (الباطنة، الجراحة، طب الأطفال، النساء والولادة، طب الأسنان، طب الأسرة والمجتمع، وغيرها).
التمريض.
أخصائيو المختبرات الطبية.
الصيادلة.
أخصائيو الأشعة.
أخصائيو العلاج الطبيعي.
أخصائيو العلاج التنفسي.
أخصائيو التغذية العلاجية.
أخصائيو الصحة العامة.
أخصائيو الصحة النفسية والعلاج السلوكي.
أخصائيو الجودة وإدارة المخاطر الصحية.
أخصائيو مكافحة العدوى.
الفنيون في مختلف المجالات الطبية.
أخصائيو الإدارة الصحية وإدارة المستشفيات والاجتماعي.
وبقية فئات الممارسين الصحيين المعتمدين لدى الهيئة السعودية للتخصصات الصحية.

## وصلات خارجية
- الموقع الرسمي لمنصة ملهم